# César López de Lara
El general César López de Lara fue un periodista, militar, político y gobernador mexicano. Participó en la revolución Mexicana.

## Infancia y Estudios
César López de Lara nació en Matamoros, Tamaulipas, el 10 de septiembre de 1890. Sus padres fueron Tomasa Elizondo y el coronel Domingo López de Lara, liberal, combatiente en contra de la Segunda Intervención Francesa en México colaborador de Benito Juárez senador de la República y tesorero general de México durante el gobierno de Manuel González. César López de Lara cursó sus estudios primarios en su ciudad natal y concluyó los secundarios y preparatorios en el Liceo Francés de México. Al salir de la universidad, se colocó en la vanguardia del movimiento oposicionista que dio origen en la Revolución de 1910.

## Antes de la Revolución
A la edad de 18 años, César López de Lara se afilió a los partidos Demócrata y Antirreeleccionista. Colaboró en el periódico de oposición Diario del Hogar que dirigía el reconocido revolucionario Filomeno Mata y, con todas las fuerzas económicas a su alcance, cooperó en la edición y sostenimiento del periódico México Nuevo. Mientras trabajaba en estos diarios, se promulgó el Plan de San Luis, que convocaba a levantarse en armas para derrocar al presidente Porfirio Díaz. César López se unió al movimiento armado y tras una persecución, debió exiliarse. Salió de México junto al empresario y político Francisco I. Madero. que sería elegido presidente en 1911, tras su regreso a México. Desde ese cargo, Francisco I. Madero incorporó a César López de Lara al gobierno, en su secretaría particular, al lado de Juan Sánchez Azcona.
En esta época, César López de Lara colaboró en el periódico Nueva Era, que apoyaba al presidente y sus políticas.

## La Revolución
Madero fue asesinado en febrero de 1913, y sus partidarios fueron perseguidos. César López de Lara huye a la patria norte de Tamaulipas, apoya el “Plan de Guadalupe”, es comisionado el 25 de abril de 1913 por el Primer jefe del Ejército Constitucionalista, Don Venustiano Carranza, para organizar las fuerzas armadas. En junio de 1913, combate, bajo las órdenes del general Lucio Blanco, en el asalto y toma de la plaza de Matamoros, lo que determina su ascenso a mayor. Más tarde, participa en el ataque y toma de la plaza de San Fernando, lugar en que es designado jefe del sector. Poco tiempo después interviene en los ataques y toma de Ciudad Victoria, a donde llega como teniente coronel, obteniendo el grado inmediato superior, por méritos en campaña y su nombramiento de jefe de la guarnición. En junio de 1914 al frente de las fuerzas que reclutó en el norte, las cuales operaban como la “Brigada Expedicionaria de Tamaulipas” y bajo las órdenes del general Jesús Carranza Garza hace la penosa y larga campaña hacia la capital de la República Mexicana, que lo lleva por la Sierra Madre, la Mesa Central y el Valle de México, participando en el combate habido en San Pedro Azcapotzaltongo e interviniendo en la toma de la Ciudad de México el 20 de agosto de 1914. Con posterioridad a este triunfo, marcha al sureste de la República Mexicana, habiéndole tocado el licenciamiento de 12,000 federales. Se le designa Comandante Militar de la región del Istmo de Tehuantepec, con instrucciones de reorganizar la administración pública, lo que lleva a cabo en forma plena. Instituye la Brigada ”López de Lara” compuesta por 5,200 hombres perfectamente disciplinados y armados. En septiembre de 1914 es ascendido a General. A la defección de Francisco Villa, se ordenó al general López de Lara que se dirigiera a Tampico, punto sobre el que, desde un principio convergieron las ambiciones de aquel, pero coincidiendo dicha orden con la evaluación del puerto de Veracruz, por las fuerzas americanas, hubo de detenerse en este último con el objeto de auxiliar a la guarnición mientras no llegasen los principales núcleos constitucionalistas. Días después se le ordenó defender la región noreste del país pues el general Luis Caballero, que se encontraba en Ciudad Victoria, no tenía sino 100 hombres aproximadamente en tal plaza y 90 en Tampico, a donde llegó el 30 de noviembre del año citado, desembarcando antes tropas en Tuxpan, que estaba amagada por los villistas. En Tampico, parte de sus fuerzas marcharon a Ébano, San Luis Potosí, para proteger la región petrolera y a Ciudad Victoria para apoyar al general Caballero. En Ébano el general López de Lara coadyuvando a la derrota tremenda del villismo y a la justa victoria de la causa constitucionalista, sostuvo con las fuerzas del general Carrera Torres, un combate en la Estación de Velazco, rechazándolas con grandes pérdidas; reorganizados los villistas y con más de 5,000 hombres, atacaron nuevamente la mañana del 23 de diciembre de 1914 habiéndoles vencido, a la postre en forma definitiva. Acaso ninguna acción de guerra prestígiele tanto, debido a la valentía, estrategia, serenidad y disciplina que demostró en la misma. Tras el triunfo anterior, el general López de Lara marchó a Xicoténcatl, habiendo sostenido combates en Cantón Chino, Antiguo y Nuevo Morelos; de aquí partió a Hidalgo hasta llegar a Aramberri, Nuevo León, teniendo encuentros y escaramuzas con el enemigo villista en La Mesa, El Chorro, Cuesta de la Ventana y El Rodeo.  Siguió a Soto La Marina, avanzó sobre la plaza de Linares que fue recuperada el 18 de mayo de 1915. En este sitio le fueron transmitidas órdenes para que siguiendo la línea férrea, recuperase Ciudad Victoria, teniendo en su trayecto un encuentro importantísimo con los villistas a quienes derrotó en la Estación de la Cruz y en Santa Engracia, retirándose aquellos hasta Ciudad Victoria, plaza que, como General en Jefe y después de una tenaz resistente en Tamatán, tomó el 28 de mayo del mismo año. Vencido y arrojado el villismo del centro del país, el primer Jefe del Ejército Constitucionalista, Don Venustiano Carranza, determina poner en manos del general López de Lara, el gobierno del Distrito Federal puesto que ocupa de julio de 1915 a abril de 1917, (época preconstitucional) y de mayo de 1917 a febrero de 1918 (época constitucional).

## Gobernador del Distrito Federal
Como gobernante del Distrito Federal, probó plenamente sus dotes administrativas e intachable probidad. Fue el primer funcionario que oficialmente dio su más firme apoyo al movimiento sindicalista y el primero, también, en hacer restituciones ejidales, lo que realizó en Iztapalapa. Formuló reglamentos de Policía, de Cárceles, de Bebidas Alcohólicas, de Espectáculos, de Pago de Rentas, de Regulación de Cereales, para impedir el alza de los mismos, de Casas de Cambio, para regular la especulación del papel moneda. Organizó los municipios en la forma establecida por la Ley del Municipio Libre, expedida en Veracruz en diciembre de 1914. Creó el Departamento Consultivo, de Prensa, de Servicios Especiales, etc. El 22 de febrero de 1918, renunció al Gobierno del Distrito Federal, para lanzar su candidatura al Gobierno del Estado de Tamaulipas. En julio de 1918 fue designado Jefe de Operaciones en las Huastecas y región petrolera.

## Primer Gobernador Constitucional de Tamaulipas
El 16 de febrero de 1921, protestó como Primer Gobernador Constitucional del Estado de Tamaulipas. El Gral. López de Lara en el poder se propuso gobernar y tuvo la atingencia de hacerlo sin intromisiones inadecuadas y sin compromisos con las altas autoridades. Dotado de extraordinaria energía y carácter, se significó como un decidido protector de la clase obrera y campesina y como uno de los gobernantes revolucionarios más positivos, pues en breve período de 3 años, tuvo el raro privilegio de construir, mientras nadie lo hacía en el país, lo que dio lugar a que se le llamase: "El Mirlo Blanco de la Revolución mexicana". Su actitud política se caracterizó por la constante defensa de la soberanía estatal y su respeto irrestricto a la división tripartía de poderes, no habiendo aceptado las facultades extraordinarias para legislar, que el Congreso del Estado, por la situación imperante, le ofreció. En materia hacendaria logró aumentar en forma considerable los ingresos al erario público, mediante la imposición de impuesto justos a fin de que la Suprema Corte de Justicia de la Nación no los fura a declarar inconstitucionales, con el consiguiente desprestigio de sus autores y el trastorno natural de las finanzas del Estado y debido a dicho extremo, jamás se llegó a perder un amparo contra tales impuestos. Combinó de manera armónica los impuestos estatales y municipales. Y niveló en forma por demás acertada el presupuesto de egresos con el de ingresos.
Por lo que respecta a la labor que desarrolló en materia educativa, cabe hacer notar que más del 50% del total del presupuesto del Estado lo dedicó a dicho renglón.
Por decreto se dispuso que la Tesorería General del Estado abriera una contabilidad especial denominada Instrucción Pública y que los fondos relativos fueran separados del monto de ingresos generales del Estado, lográndose con ello que tales quedasen perfectamente asegurados y los maestros pagados con puntualidad sin que lo destinado para la educación se distrajera en otros menesteres o en prebendas indebidas. Creó un presupuesto que abocaba todas las Actividades educativas, para que el estado se diera cuenta de su responsabilidad para con el pueblo y el cuerpo docente, y pudiera arbitrarse los recursos necesarios para la realización de dicha tarea, pues aún no se llegaba al régimen educativo federal, originado principalmente por las incapacidades económicas de algunos Estados, entre los que nunca se mencionó a Tamaulipas. Cabe señalar que el profesor Daniel Huacuja, representante de la Secretaría de Educación Pública, después de haber recorrido la mayor parte del Estado, para estudiar sus condiciones y brindar en su caso la cooperación del Gobierno Federal en materia educativa, declaró que el Estado de Tamaulipas no necesitaba ayuda en tan importante función, lo que originó que Secretario de Educación, el Lic. José Vasconcelos enviase una carta de felicitación por la obra realizada en ese aspecto. Nombró como Director de la Educación Pública al eminente pedagogo Don Alfonso Herrera. Por decreto del 29 de enero de 1922, se expidió la Ley de Educación Pública del Estado de Tamaulipas, sobre lineamientos modernos de organización y funcionamiento, y como consecuencia de tal ley, expidió el Reglamento de Inspección, el Reglamento Interior de las Escuelas Primarias el reglamento de sociedad de Padres de Familia, las Bases para la Apreciación de Resultados de Escuelas Primarias, etc. Estableciéndose también la Libreta Escolar del Niño, una documentación completa sobre estadística escolar del Estado, el Registro de Inscripciones, de Asistencia, de Informaciones Periódicas, de Inventarios, Etc. Determina la formación de nuevos planes para cada grado educativo desde el jardín de niños hasta la enseñanza preparatoria y normal. Aumenta ostensiblemente y de manera justa y proporcional los salarios de los maestros. Construyó Escuelas en todo el Estado, cabiendo señalar, entre otras: las Escuelas Primarias, Elementales y superiores de Altamira, González, Caballero, Santa Engracia, La Cruz, Garza Valdez, Reynosa, Camargo, Mier, Guerrero, San Fernando, Ciudad Madero, Villa de Croiz, Sota la Marina y Tampico; las Escuelas Modelo de Matamoros y Nuevo Laredo, la Escuela de Agricultura de Tamatan y la Escuela Industrial de Ciudad Victoria. En relación con la Escuela de Agricultura de Tamatan, es interesante hacer notar que en la edificación de la misma se incluyeron silos, casa para el director habitaciones para sus trabajadores. Asimismo se solicitaron los servicios de profesores belgas, italianos y americanos, a fin de que enseñasen sus respectivas especialidades, mientras se preparaban en ellas los profesores tamaulipecos que deberían substituirlos posteriormente. Por otra parte y en cuanto a la Escuela Industrial de Ciudad Victoria, se contrataron en Alemania, por conducto del Embajador de México en ese país, Lic. Juan Manuel Álvarez del Castillo, a profesores de industrias pequeñas, pues se trataba de establecer una verdadera escuela industrial y no simplemente una de artes y oficios. Repartió gratuitamente libros de texto a los alumnos de escasos recursos económicos y otorgó becas a aquellos que se distinguieron por sus altas calificaciones. Por lo anterior se comprende como en la época del general César López de Lara, Tamaulipas pudo figurar con toda dignidad en dos Congresos Científicos de Educación: uno nacional y otro mundial, los cuales fueron respectivamente el “Primer Congreso de Nacional de Escuelas Preparatorias” reunido en la Ciudad de México en 1922 y la “Conferencia Internacional de Educación” celebrada en San Francisco California, Estados Unidos en junio y julio de 1923, en la cual representante del estado, Manuel Quiroz Martínez, fue objeto de merecidas consideraciones. En lo relativo a la obra legislativa del Gral. López de Lara, como gobernador de su estado natal, cabe mencionar, la expedición entre otras, de las siguientes leyes: la Ley Electoral, la Ley Reglamentaria del Ministerio Público, la Ley de Organización de los Tribunales del Estado de Tamaulipas, la Ley del Notariado que crea el Consejo de Notarios como cuerpo consultivo y el archivo General de Notarias, la Ley de Enseñanza Pública con sus correspondientes reglamentos, el Código Sanitario del Estado, la Ley de Relaciones Familiares, que fue la primera ley en la República que previo y reglamentó el Patrimonio Familiar y la Ley de Expropiación Forzosa, que como la anterior, fue la primera de esa naturaleza existente en el país. La labor social revolucionaria realizada por el Gral. López de Lara fue patente, habiéndose traducido en hechos positivos y notoriamente fructíferos. En Materia Agraria: Repartió grandes extensiones de terrenos amparándolos con títulos perfectos y dio toda clase de facilidades a los ejidatarios. En materia Obrera: Protegió de manera eficaz a todos los trabajadores que fueron despedidos por las compañías petroleras. Igualó los salarios de hombres y mujeres. Presto la más decidida ayuda al Gremio Unido de Alijadores de Tampico, para que organizasen su cooperativa, concediéndoles para dicho efecto no solo su apoyo moral, sino el económico del Estado, al  proporcionarles $300, 000,00. Resolvió favorablemente para los trabajadores, por considerar que les asistía la razón, todas las huelgas que se suscitaron en ese tiempo entre las cuales cabe citar la que declararon los obreros contra la compañía de Luz y Fuerza Motriz de Tampico, que culminó con la expulsión del país del Gerente de la Empresa. Concertó, en vista del éxito obtenido por el Gremio Unido de Alijadores, un préstamo de $3,500.000 dólares, para adquirir la citada Compañía de Luz y Fuerza Motriz de Tampico, y ponerla en poder de los trabajadores, de una manera semejante a la empleada para organizar el Gremio antes referido, o sea, poniendo la negociación bajo la dirección de técnicos extraños, mientras los obreros adquirían la experiencia administrativa, y una vez obtenida esta, dejando a la empresa en poder de los trabajadores mismos y bajo su propia dirección, aunque supervisados por el Gobierno del Estado hasta que estuviere pagado el valor de los bienes muebles e inmuebles de la negociación. Y, finalmente dentro del más absoluto respeto a la libertad electoral y sin intervención oficial alguna, vio, en lo personal, con notaria simpatía que los obreros estuviesen siempre representados en los Ayuntamientos y demás corporaciones oficiales y semioficiales del Estado. Los estudios que se realizaron con respecto a la expedición de la Ley del Trabajo, tuvieron en consideración las distintas condiciones industriales del Estado y las posibilidades económicas del pueblo tamaulipeco, habiéndose llegado a la conclusión de que sería preferible que la Ley a que se alude, fuese un estatuto federal y no local, previsión confirmada por las posteriores reformas constitucionales.
Para terminar cabe señalar como las principales obras públicas realizadas durante el régimen del general Cesar López de Lara, además de las llevadas a cabo en materia de instrucción a que ya se hizo referencia, las siguientes: la Penitenciaria de Andonegui en Tampico, el Hospital Civil de Tula, las obras de introducción de agua potable y drenaje en Ciudad Victoria, nuevas redes telefónicas, plantas de energía eléctrica en la mayor parte de los Municipios, pavimentación de calles y calzadas en Tampico, Tamatán, Jaumave, Soto La Marina, y Ciudad Victoria; reparación del Palacio de Gobierno y del edificio del Congreso y Tribunal de Justicia, Monumento al Gral. Pedro José Méndez, en Ciudad Victoria y en Paseo de la Reforma de la Ciudad de México, Hospital Civil de Tampico y más. En diciembre de 1923, salió de Tamaulipas para participar en el movimiento “delahuertista”, por estar en contra de los Tratados de Bucareli y por defender la soberanía de su Estado, en agosto de 1924, como consecuencia de ello, emigró a la ciudad de San Antonio, Texas, en el país de Estados Unidos, donde permaneció como exiliado político. En 1937, siendo Presidente de la República el general Lázaro Cárdenas, que como coronel con mando de tropa en la Huasteca, había sido subalterno suyo, regresó al país habiéndosele recibido en forma apoteótica en su estado natal. En 1943 reingresó al Ejército Nacional. De 1958 a 1960, ocupó la Presidencia de la Unificación Nacional de Veteranos de la Revolución, desde la cual logró un verdadero acercamiento entre todos aquellos que participaron en la lucha armada, los que si bien, en ocasiones, por diversas circunstancias se encontraron en posiciones antagónicas, persiguieron un mismo ideal: la superación política, económica y social del país.

## Últimos años
Durante su vida de regreso a la capital mexicana, pasó tiempo con su familia, en su casa diario asistía algún personaje o amigo para desayunar comer o cenar. Mucha gente que no tenía nada para comer, que vivía en la calle, iba en señal de agradecimiento a llevarle fruta, pan o algún dulce "para su General", quien hizo mucho por ellos. Iban Adelitas y veteranos de la Revolución a otorgarle un humilde obsequio.

## Muerte
César López de Lara, periodista, soldado, patriota, gobernante, murió el 11 de abril de 1960 en México, D. F. a causa de cáncer, rodeado de su esposa e hijos después de una vida llena de problemas, intransigencias y aventuras, triunfos y muchas batallas ganadas. Recibió homenaje póstumo del Ejército, los más altos honores, por su valentía en los campos de batalla, y del pueblo la admiración y respeto, por su capacidad y honradez, como Gobernante.

## Monumentos y Homenajes
- Escuela Primaria Gral. César López de Lara: En Tampico, Tamaulipas.
- Parque Gral. César López de Lara: En Matamoros, Tamaulipas.
- Biblioteca Gral. César López de Lara: En la Escuela "Modelo" de Matamoros, Tamaulipas.
- Poblado Gral. César López de Lara: En Matamoros, Tamaulipas.
- Escuela Gral. César López de Lara: Esta escuela fue construida por un grupo de campesinos, con el producto de sus parcelas, quienes le pusieron el nombre que lleva en reconocimiento a la encomiable labor que en materia agraria desarrollo el gobernante Tamaulipeco.
- Colonia Gral. César López de Lara: En Altamira, Tamaulipas.
- Colonia César López de Lara: En González, Tamaulipas.
- Avenida Gral. César López de Lara: En Ciudad Madero Tamaulipas.
- Calle Gral. César López de Lara: En Tampico, Tamaulipas.
- Avenida Gral. César López de Lara: En Nuevo Laredo, Tamaulipas.
- Estatua del Gral. César López de Lara: En Nuevo Laredo, Tamaulipas.
- Calle Gral. César López de Lara: En la colonia Huizachal, México DF.
- Escuela Primaria Gral. César López de Lara: En Priv. Rosas Moreno Azcapotzalco, México DF.
- Calle Gral. César López de Lara: En Ciudad Victoria, Tamaulipas.
- Calle César López de Lara: En San Luis Potosí, San Luis Potosí.
- Calle Gral. César López de Lara en Antiguo Morelos, Tamaulipas.
- Escuela Gral. César López de Lara: En km. 114 de Valle Hermoso, Tamaulipas.
- Escuela Gral. César López de Lara: En San Fernando, Tamaulipas.
- Colonia Agrícola Gral. César López de Lara: En Estación Cuauhtémoc, Villa Altamira, Tamaulipas.
- Colonia Nueva de Hijos de Campesinos Gral. César López de Lara: En Matamoros, Tamaulipas.
- Teatro Gral. César López de Lara: En la Escuela "Modelo", Matamoros, Tamaulipas.
- Instituto Militarizado Deportivo Nacional Gral. César López de Lara: En México DF.
- Escuela Primaria Gral. César López de Lara: En Matamoros, Tamaulipas.
- Parque Deportivo Gral. César López de Lara: En Nuevo Laredo, Tamaulipas.
- Inclusión del nombre del Gral. César López de Lara con letras de oro en el Recinto del Congreso del estado de Tamaulipas. Ceremonia de develación efectuada el 21 de febrero de 1985, día de la llegada de los símbolos Patrios a la capital del estado Tamaulipeco.